# Bataille de Sentinum
 (novembre 2017).
Si vous disposez d'ouvrages ou d'articles de référence ou si vous connaissez des sites web de qualité traitant du thème abordé ici, merci de compléter l'article en donnant les références utiles à sa vérifiabilité et en les liant à la section « Notes et références ».
Batailles
- Rome (404 av. J.-C.)
- Melpum (396 av. J.-C.)
- Allia (390 av. J.-C.)
- Rome (396 av. J.-C.)
- Rome (390 av. J.-C.)
- Rivière Anio (367 av. J.-C.)
- autariates (310 av. J.-C.)
- Clusium (295 av. J.-C.)
- Sentinum (295 av. J.-C.)
- Arretium (284 ou 283 av. J.-C.)
- Vadimon (283 av. J.-C.)
- Macédoine (279 av. J.-C.)
- Fiesole (225 av. J.-C.)
- Télamon (225 av. J.-C.)
- Clastidium (222 av. J.-C.)
- Crémone (200 av. J.-C.)
- Placentia (en) (194 av. J.-C.)
- Mutina (en) (193 av. J.-C.)

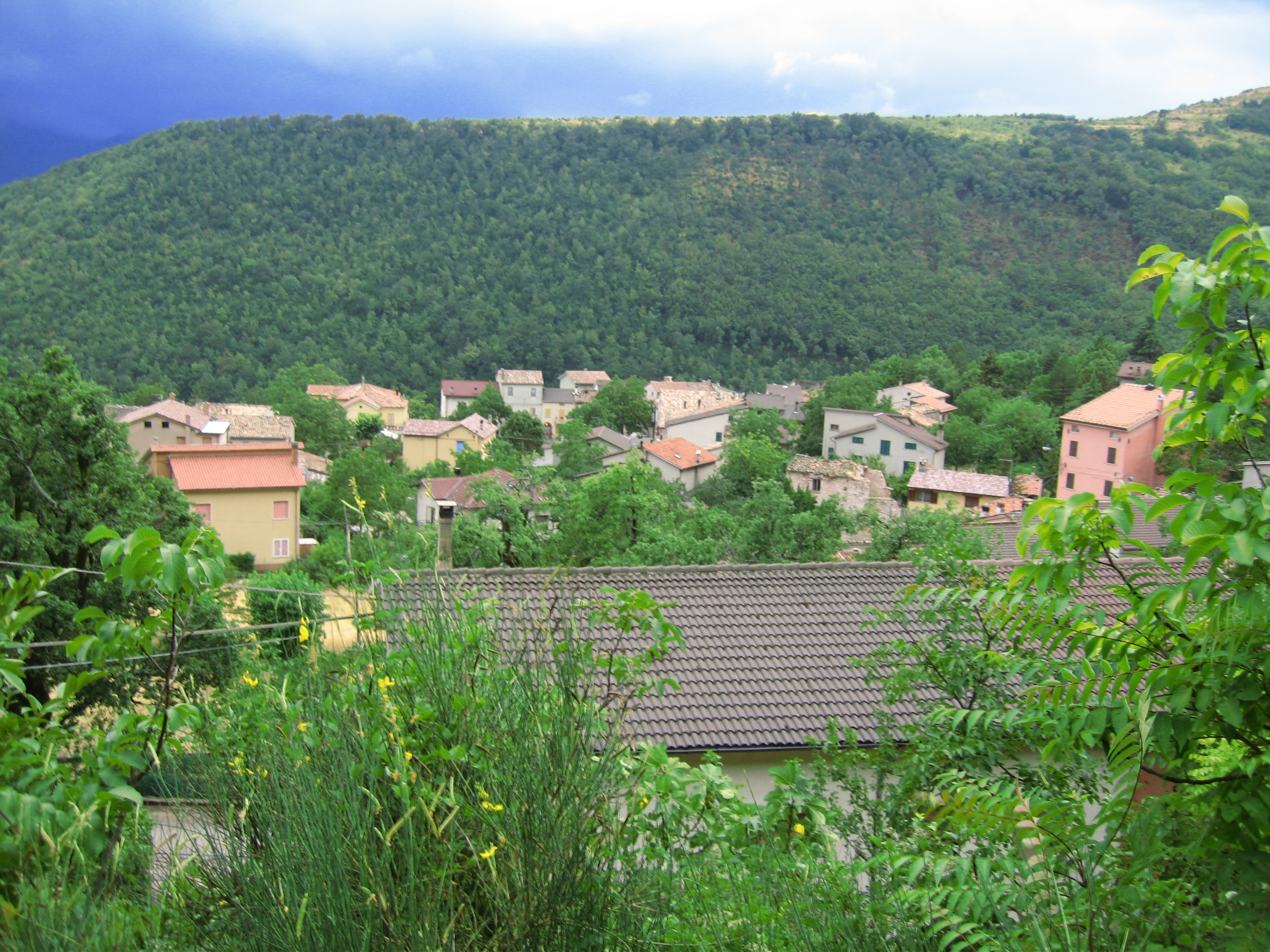
Alentours de Sassoferrato, anciennement Sentinum.

La bataille de Sentinum est une victoire militaire de Rome. Elle s'est déroulée dans les Marches (près de l'actuelle ville de Sassoferrato) pendant la Troisième guerre samnite.

## Historique
En -295, les Samnites opèrent la jonction avec leurs alliés du Nord, Étrusques, Ombriens et Gaulois Sénons. Samnites et Gaulois, dirigés par Gellius Egnatius, attaquent l’armée romaine, tandis que les Étrusques et les Ombriens se jettent sur son camp.
L’armée romaine, commandée par les consuls Fabius et Publius Decius Mus, se trouve dans une situation critique. Fabius lance alors sur l’Étrurie deux corps de réserve laissés à la protection de Rome, qui ravagent le territoire de Clusium. Les troupes de Rome sont constituées de 36 000 soldats en comprenant les troupes alliées. Durant le combat, la légende dit que le consul Publius Decius Mus aurait procédé à une devotio pour faire remporter la bataille à Rome.
Étrusques et Ombriens se hâtent de défendre leurs foyers. Samnites et Gaulois restent seuls face aux Romains qui engagent la bataille. Le choc est rude. Decius Mus est tué lors de la charge victorieuse. Vingt-cinq mille Gaulois et Samnites sont tués. Treize mille sont faits prisonniers.
Les Samnites ne veulent pas capituler et réunissent 40 000 hommes à Aquilonia (« légion du lin »). Ils seront vaincus sous les coups du consul Lucius Papirius Cursor. Traquées par Quintus Fabius Maximus Rullianus et Manius Curius Dentatus, les débris des troupes samnites feront leur soumission en -290.